# William Lanier Hunt Arboretum
El Coke Arboretum es un arboretum y una zona de vegetación natural de unas 40 hectáreas (100 acres) de extensión, dentro del Jardín Botánico de Carolina del Norte está administrado por la Universidad de Carolina del Norte en Chapel Hill, Chapel Hill, Carolina del Norte. Su código de identificación internacional es NCU.

## Localización
North Carolina Botanical Garden
CB Box 3375, Totten Center, University of North Carolina, Chapel Hill, Old Mason Farm Road, Carolina del Norte 27599-3375 EE. UU.
Es privado y se encuentra cerrado al público.

## Historia
La finca del Arboretum fue donada por William Lanier Hunt entre las décadas de 1960 y 1990, con la intención de preservar un área natural de vegetación y conservar las plantas leñosas del sureste de los Estados Unidos. 

## Colecciones
Actualmente, el arboretum alberga especies de la zona del sureste de los EE. UU. y una colección de Rhododendron que se distribuyen a lo largo del "Morgan Creek" ("Arroyo Morgan").